# Janny van Wering

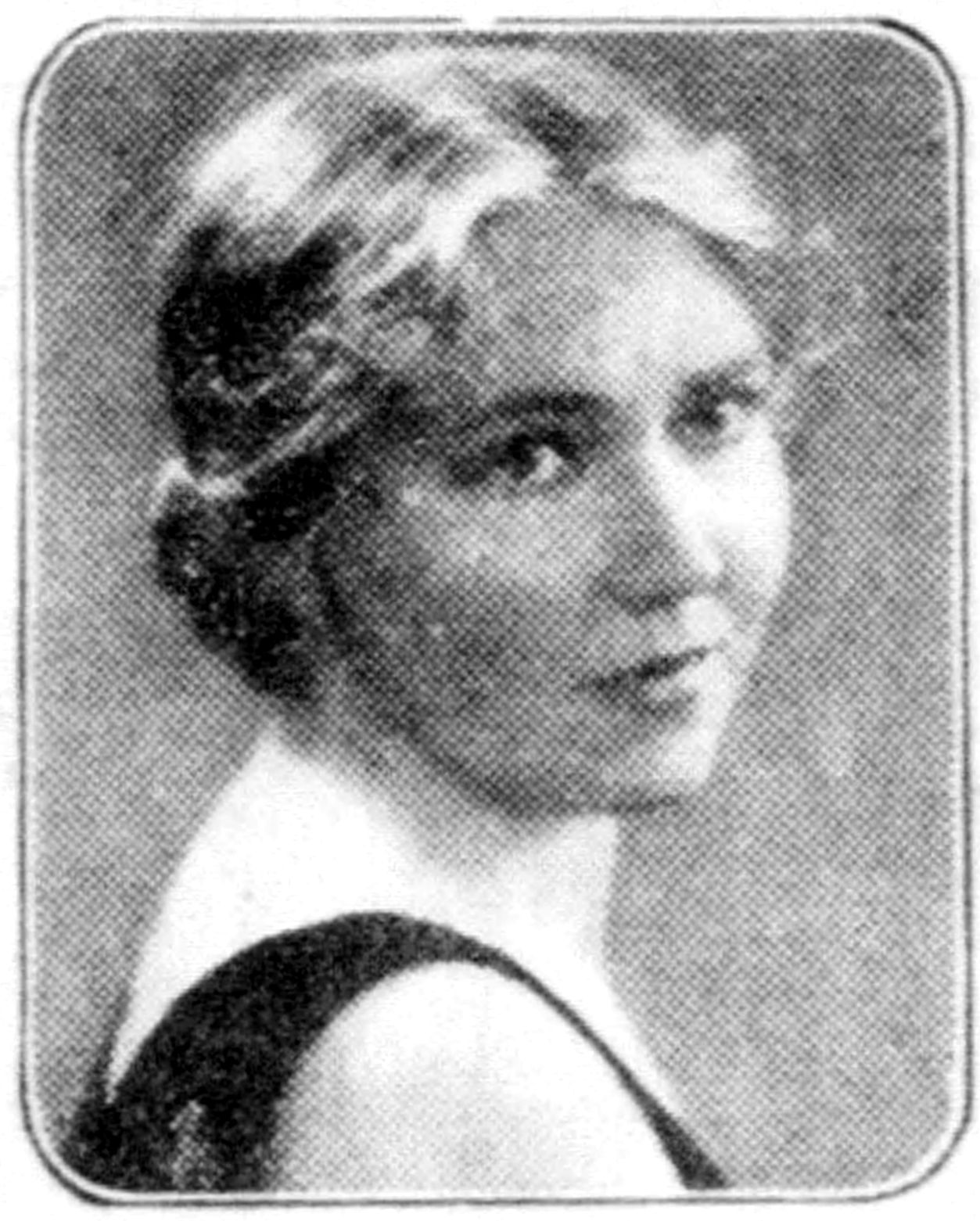
Janny van Wering, 1935.

Jantje (Janny) van Wering (Oude Pekela, 30 juli 1909 - Amsterdam, 1 maart 2005) was een Nederlands klaveciniste. Als een van de eersten was Van Wering een voorvechtster voor het klavecimbel in een tijd dat er nog nauwelijks aandacht was voor de historische uitvoeringspraktijk. Ze werd vooral bekend met haar interpretatie van de Goldbergvariaties van Bach.

## Loopbaan

### Jeugd, opleiding en huwelijk
Janny van Wering werd geboren in Oude Pekela als dochter van huisarts en latere burgemeester Roelof van Wering en Janna Krul. Ze maakte het gymnasium niet af. In 1926  op 17-jarige leeftijd besloot ze om piano en later ook klavecimbel te gaan studeren aan het Conservatorium van Amsterdam. Hier studeerde ze af in piano in 1931 en in klavecimbel in 1933. 
In het jaar 1933 won ze de Röntgenprijs, waardoor ze klavecimbellessen bij Pauline Aubert in Parijs kon nemen. Wanda Landowska wilde haar eveneens als leerling hebben, maar Van Wering ging hier niet op in.
Vlak na de Tweede Wereldoorlog op 19 september 1945 was Janny van Wering in Amsterdam getrouwd met de schilder Peter van den Braken uit Eindhoven. Het stel woonde 2.5 jaar samen in Amsterdam, waarna ze in maart 1948 zijn gescheiden.

### Muzikale carrière
Janny van Wering speelde met onder anderen Johan Feltkamp, Frans Brüggen en Anner Bijlsma. Naast barokmuziek speelde ze ook muziek van hedendaagse componisten, zoals Frank Martin en Francis Poulenc. Ze speelde de wereldpremières van muziek van onder anderen Marius Flothuis.
Ze speelde verder in het Concertgebouworkest, het Radio Kamerorkest en het Nederlands Kamerorkest. Ze maakte ook deel uit van kleinere ensembles, zoals het trio Feltkamp/Lentz/Van Wering, het Telemann Trio met Frans Brüggen en Jaap Schröder en na het overlijden van Hans Schouwman van het ensemble Sonata da Camera. 
Vanaf 1945 had ze een contract bij de Nederlandse Radio Unie. In 1949 figureerde ze in film De Muiderkring herleeft, de eerste film van Bert Haanstra. Bij de viering van het Händeljaar in 1959 speelde ze een drieledige cyclus van sonates met Theo Olof en Herman Krebbers. In 1974 stopte ze met optreden. Ter afsluiting maakte ze een plaatopname van Haydns Pianoconcert in D.
Van Wering is ook langere tijd docente geweest aan het Koninklijk Conservatorium (Den Haag) in Den Haag en aan het Rotterdams Conservatorium. Van Wering was trots op het feit dat ze vijf opvolgers kreeg. In 1952 was ze al eens in Den Haag onderscheiden met een Haagse Academieprijs. In 1975 bij haar afscheid als hoofdlerares van de conservatoria in Rotterdam en Den Haag was ze in Amsterdam onderscheiden met de zilveren eremedaille van de stad Amsterdam als blijk van waardering voor haar verdiensten voor het Amsterdamse muziekleven. Ze ontving ook een Koninklijke onderscheiding.